# N5 (Burkina Faso)
Die N5 ist eine Fernstraße in Burkina Faso, die die Hauptstadt Ouagadougou mit Paga (Grenze zu Ghana) verbindet. Die N5 ist 160 Kilometer lang.
Ein kurzer Abschnitt der Autobahn wird als AutoRoute geführt. Die N5 ist zweispurig und erstreckt sich bis in das südliche Savannah. Das Gelände ist ziemlich flach und trocken und der gesamte Abschnitt ist asphaltiert. Auf der ghanaischen Seite wird die Straße unter der Nummer N10 weitergeführt.
Die Fernstraße ist traditionell im Export von größerer Bedeutung. Obwohl die Fernstraße schon asphaltiert war, wurde sie 2012 saniert.